# 리나 라트케
카롤리네 ("리나") 라트케-바트샤우어(독일어: Karoline ("Lina") Radke-Batschauer, 1903년 10월 18일 ~ 1983년 2월 14일)는 독일의 육상 선수로, 여성 최초의 올림픽 800m 챔피언이었다.
바덴바덴에서 태어나 여성들이 스포츠에 참가하는 데 나타난 육상 시기에 시합을 나가기 시작한 라트케는 남편이자, 코치인 게오르크와 함께 1920년대 중반에 여성 육상의 개척자들 중의 하나였다.
여성들의 시합들이 자주 열리지 않았으나, 그럼에 불구하고 라트케는 몇몇의 지방과 국내 타이틀들을 우승하였다. 처음에 1000m에서 전문적이었으나 800m로 바뀌면서 그녀는 그 종목으로 전향하였다.
1928년 암스테르담 올림픽에서 800m 금메달을 획득하면서 공식적으로 인정된 첫 세계 기록 2분 16.8초를 세웠으며, 1944년까지 지속되었다.
국제 올림픽 위원회는 라트케의 상대 선수들이 경주 후에 완전히 지친 것에 대하여 기쁘지 않자, 올림픽으로부터 그 종목을 취소시키기로 결정하였다. (1960년 로마 올림픽부터 정식 종목으로 추가되었다) 그녀의 경력은 1934년 세계 여성 경기 후에 끝났다.
카를스루에에서 79세의 나이로 사망하였다.